# Euxoa eremorealis
Euxoa eremorealis är en fjärilsart som beskrevs av Zoltan Varga 1975. Euxoa eremorealis ingår i släktet Euxoa och familjen nattflyn. Inga underarter finns listade i Catalogue of Life.